# 1266

## Esdeveniments
- Final de la guerra entre Escòcia i Noruega[1]

## Naixements
- Beatrice Portinari, l'estimada de Dante Alighieri i guia del poeta en la seva obra